# Niedernhof (Auerbach in der Oberpfalz)
Niedernhof ist ein Gemeindeteil der Oberpfälzer Stadt Auerbach in der Oberpfalz im Landkreis Amberg-Sulzbach in Bayern; die Einöde liegt etwa fünf Kilometer nordwestlich der Stadt Auerbach und einen Kilometer westlich von Michelfeld.

## Geschichte
Der Name „Nyderhof“ erschien erstmals 1409 als ein Hof des Kosters Michelfeld. 1576 vergab das Klosteramt Michelfeld den Freistifthof in Niedernhof erbrechtlich.
Niedernhof gehörte bis 30. April 1978 zusammen mit Hämmerlmühle, Hammerberg, Michelfeld, Pferrach, Rosenhof, Saaß, Sägmühle und Staubershammer zur politischen Gemeinde Michelfeld. Diese wurde im Zuge der Gemeindegebietsreform am 1. Mai 1978 in die Stadt Auerbach eingegliedert.